# Chlordecon
Chlordecon ist eine chemische Verbindung aus der Gruppe der Organochlorverbindungen und Ketone, die als Insektizid eingesetzt wurde. Technisch reines Chlordecon enthält etwa 5 % Wasser und bis zu 0,1 % Hexachlorcyclopentadien.

## Geschichte
Chlordecon wurde 1940 von Everett Gilbert entdeckt, einem Forscher aus der General Chemical Division der Allied Chemical Corporation. Allied erhielt 1952 das erste Patent auf die Verbindung. Chlordecon wurde von 1940 bis 1965 in kleinen Mengen entweder von Allied selbst oder von externen Firmen hergestellt, die ihr Produkt an Allied verkauften. 1966 verlegte Allied die Chlordecon-Produktion nach Hopewell (Virginia) (südlich von Richmond) in eine Pilotanlage. Im Jahr 1974 wurde die Herstellung an Life Science Products (LSP) ausgelagert, das ebenfalls in Hopewell ansässig war. Die US-Umweltbehörde EPA wurde zum ersten Mal im Herbst 1974 aktiv, als die städtische Kläranlage von Hopewell aufgrund des Zustroms von Pestiziden ihren Betrieb einstellen musste. Die Produktion von Chlordecon wurde jedoch erst am 24. Juli 1975 eingestellt, nachdem bei den Arbeitern von LSP gesundheitliche Probleme festgestellt worden waren. Weitere Tests der EPA ergaben, dass auch die Umgebung der Anlage mit Chlordecon kontaminiert war. Der damalige Gouverneur von Virginia, Mills E. Godwin, beschloss am 18. Dezember 1975, den Fischfang im James River und seinen Nebenflüssen zu verbieten – von der Grenze der Gezeitenwirkung oberhalb von Hopewell bis zur Mündung in die Chesapeake Bay. Die Fischereibeschränkungen wurden erst ab 1980 teilweise und ab 1989 vollständig aufgehoben, nachdem die Konzentration der Verbindung unter die Grenzwerte gefallen waren. Die Schäden an Mensch und Natur zogen gerichtliche Auseinandersetzungen nach sich.

## Darstellung
Chlordecon kann durch Dimerisierung von Hexachlorcyclopentadien und nachfolgender Hydrolyse zu einem Keton dargestellt werden.

## Eigenschaften
Chlordecon ist in der Umwelt sehr stabil mit einer Halbwertszeit von mehreren Jahrzehnten in Böden. Es ist eine Käfigverbindung mit einer Bishomocuban-Grundstruktur, der es seine sehr hohe Stabilität verdankt. Die Chlorierung des Grundstruktur führt zu den hydrophoben Eigenschaften des Moleküls und erklärt seine geringe Löslichkeit in Wasser.

## Verwendung
Chlordecon wurde als Insektizid und als Zwischenprodukt zur Herstellung des Insektizids Kelevan verwendet. Es wurde 1958 unter dem Namen Kepone als Ketonanalogon von Mirex eingeführt und zwischen 1966 und 1975 in den USA als Insektizid gegen Ameisen und Kakerlaken eingesetzt. 1975 wurde sein Einsatz als Insektizid wegen der sich bereits abzeichnenden großen Umweltproblematik und des Verdachts seiner krebserzeugenden Wirkung auf den Menschen in den USA verboten. Nachdem der US-amerikanische Absatzmarkt damit wegfiel, wurden große Mengen in andere Weltgegenden exportiert. In der zweiten Hälfte der 1970er Jahre wurden große Mengen in den Bananenplantagen auf Martinique und Guadeloupe eingesetzt. Im Jahr 1979 stellte der französische Arzt Dominique Belpomme hier eine überdurchschnittliche Zahl von Prostatakrebs-Fällen und Missbildungen bei neugeborenen Kindern fest. Bis heute sind Gewässer und Böden auf Martinique und Guadeloupe so nachhaltig mit diesem Stoff belastet und die Bewohner ihm gegenüber exponiert, dass die beiden Inseln in die UN-Liste der 50 schlimmsten Opferzonen aufgenommen wurden.
2009 wurde Chlordecon in das Stockholmer Übereinkommen der weltweit verbotenen Stoffe aufgenommen. Die Zulassung als Pflanzenschutzmittel ist erloschen.

## Analytischer Nachweis
Der chemisch-analytische Nachweis in Umweltproben, Lebens- und Futtermitteln erfolgt nach geeigneter Probenvorbereitung zur Abtrennung der Matrix und gaschromatographischer Abtrennung von Nebenkomponenten mittels hochauflösender massenspektrometrischer Techniken wie der Flugzeitmassenspektrometrie (Time-Of-Flight-Massenspektrometrie).